# Alexios Angelos Komnenos
Alexios Angelos Komnenos war ein byzantinischer Prinz des 12. Jahrhunderts, Enkel von Kaiser Alexios I. aus der Dynastie der Komnenen. Seine Eltern waren Konstantin Angelos und Theodora Komnene. Er hatte drei Brüder, Johannes, Andronikos und Isaak. Da sein Vater nicht aus dem höheren Adel stammte wird er meistens nur mit dem Namen seiner Mutter als Alexios Komnenos erwähnt.
Alexios Angelos Komnenos wird die Stiftung vieler Kirchen zugeschrieben, unter anderen die der Kirche des Hl Panteleimon in Nerezi in Mazedonien. Dort kann man über dem Hauptportal folgende Inschrift in griechischer Sprache lesen:
Die Kirche des heiligen und berühmten Märtyrers Pantaleon wurde wunderschön errichtet mit der Hilfe von Prinz Alexios Komnenos, dem Sohn der purpurgeborenen Theodora, im neunten Monat am 13. Tag 1164.